# 小屋道治
小屋 道治（こや みちはる、1879年〈明治12年〉 - 1921年〈大正10年〉6月27日）は、日本の工学者。秋田鉱山専門学校(現・秋田大学)教授。

## 経歴
小屋右兵衛の長男として1879年（明治12年）に群馬県勢多郡笂井村(現在の前橋市笂井町)に生まれる。父小屋右兵衛は南勢多郡木瀬村の村長(1896年から1904年まで)を務めた人物であり、美学者大塚保治(旧姓・小屋)の兄である。
現在の前橋市立笂井小学校、群馬県立前橋高等学校を卒業後、第二高等学校を経て、東京帝国大学工科大学応用化学科を卒業する。卒業後は東京砲兵工廠火薬製造技術にて研究に従事する。
中国広東省の高等工業学堂の教授を経て、1912年（明治45年）より秋田鉱山専門学校にて、講師、教授を務める。1918年（大正7年）から1920年（大正9年）12月にかけてアメリカ、イギリスに留学し、治金や石油化学に関する研究を行う。帰国後、秋田鉱専に戻り教育・教育に従事する。1921年（大正10年）6月、病気により死去。道治の墓所は群馬県前橋市笂井町の小屋家の墓地にあり、秋田鉱専により建てられたものである。